# رزا گلوریا چاگویان
رزا گلوریا چاگویان (ارمنی: Ռոզա Գլորիա Չագոյան; اسپانیایی: Rosa Gloria Chagoyán‎؛ زادهٔ ۱۱ اکتبر ۱۹۵۳) یک بازیگر مکزیکی ارمنی‌تبار است. وی از سال ۱۹۷۳ میلادی تاکنون مشغول فعالیت بوده‌است.